# KGM Commercial

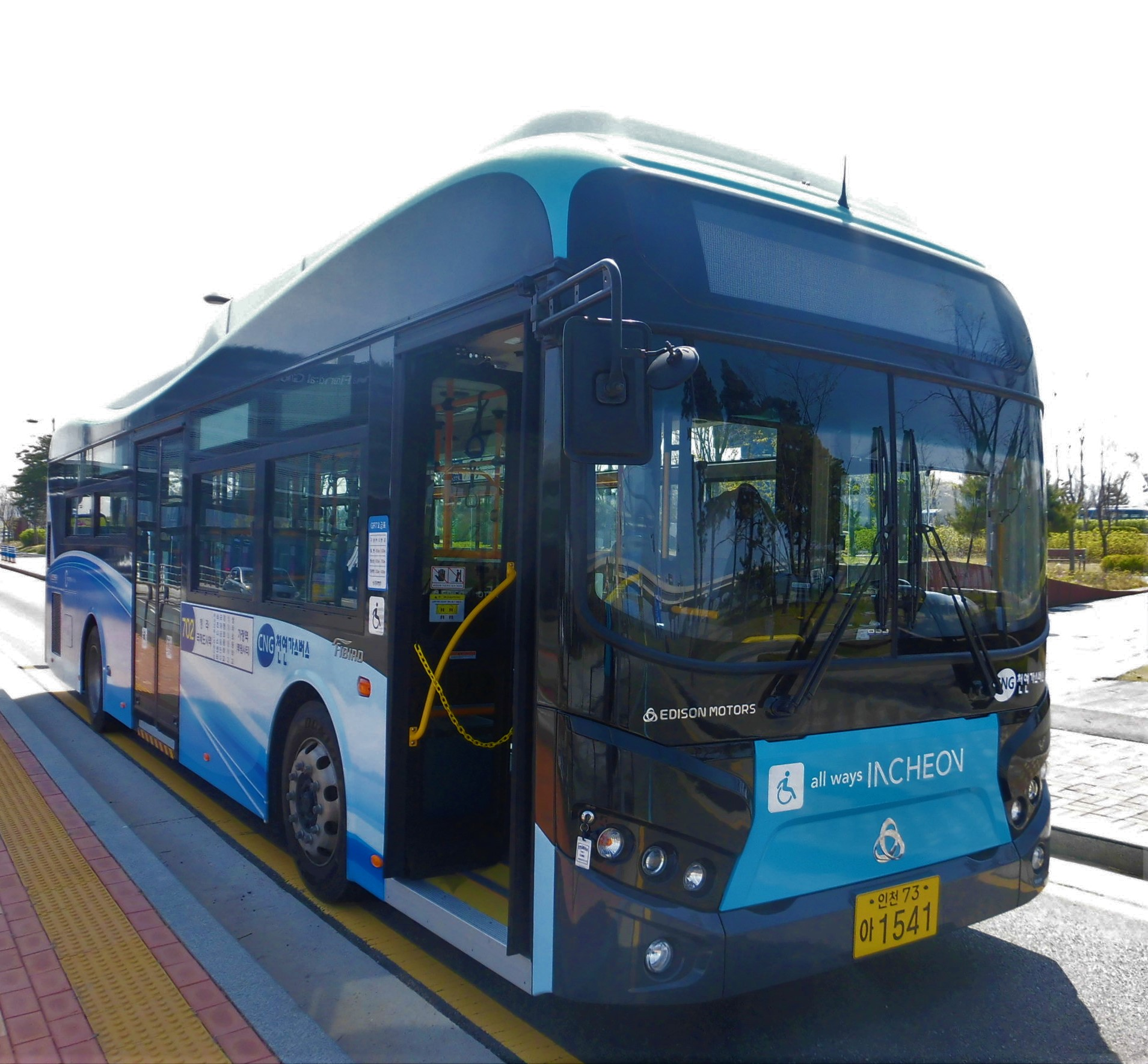
Edison Fibird w Inczonie

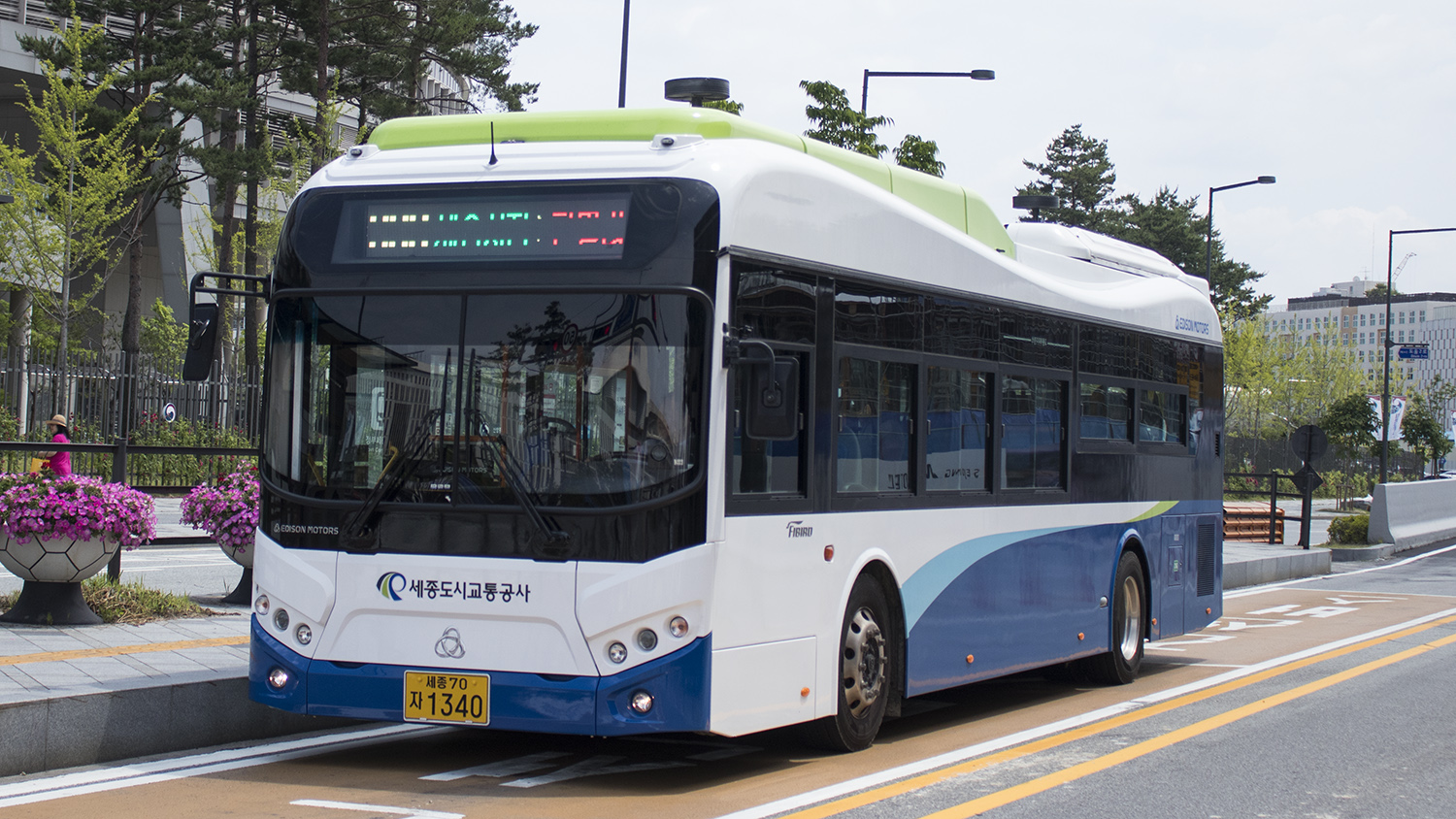
Edison Fibird w Sedżongu

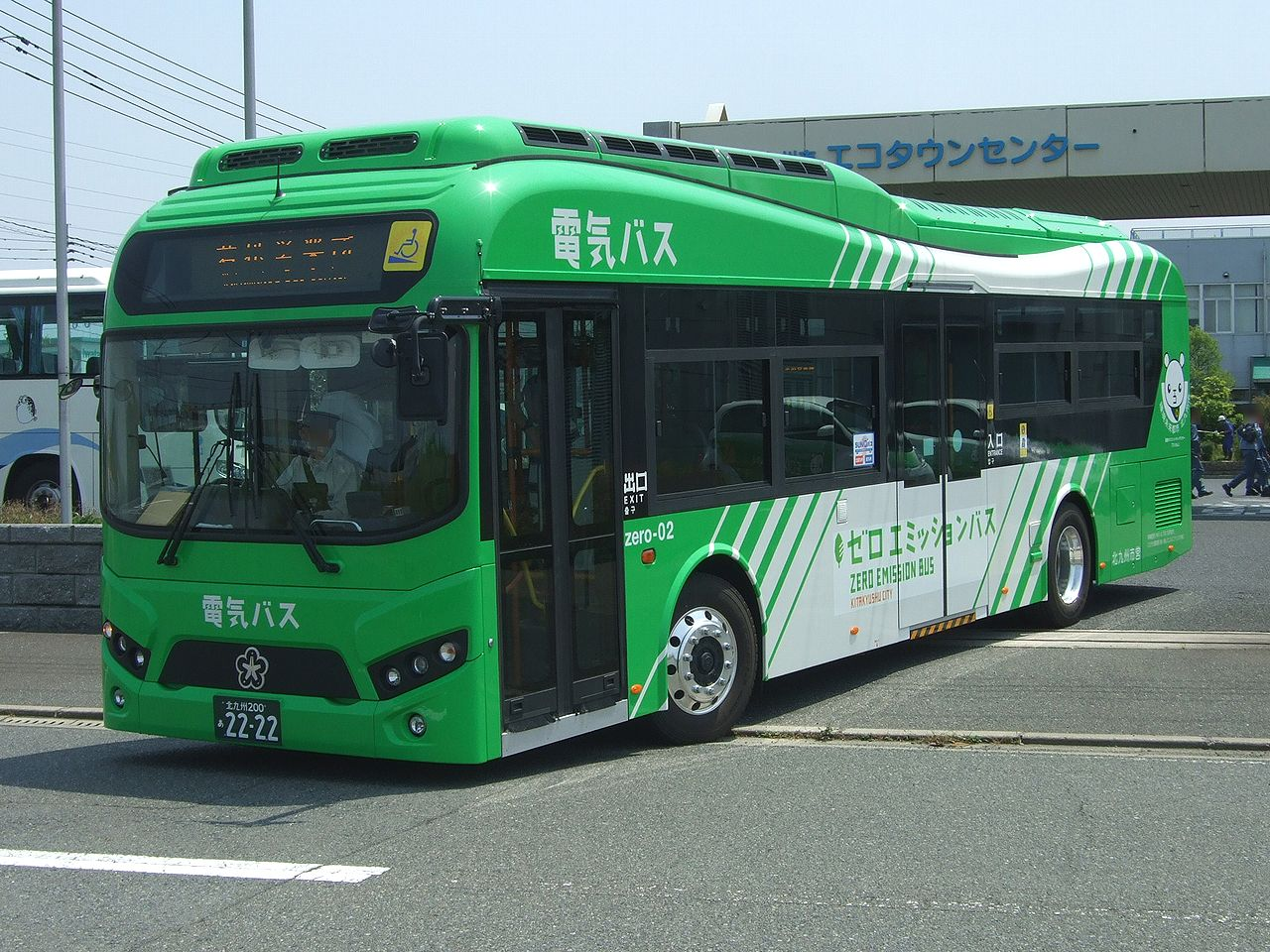
Edison Fibird w Japonii

KGM Commercial – południowokoreański producent elektrycznych autobusów i samochodów dostawczych z siedzibą w Hamyang, działający od 2017 roku. Należy do południowokoreańskiego producenta samochodów KG Mobility.

## Historia
W 1998 roku południowokoreańskie przedsiębiorstwo Hankuk Fiber specjalizujące się w produkcji autobusów miejskich zdecydowało się utworzyć pododdział skoncentrowany na rozwoju autobusów elektrycznych z myślą o potrzebach floty transportu publicznego rodzimych metropolii. 
W 2015 roku firma została przejęta przez chińskie Taichi Green Motors. Transakcja ta przyniosła komplikacje, które skłoniły zarządzających filią technologii elektrycznej do odłączenia się w 2017 roku i utworzenia odrębnego przedsiębiorstwa o nazwie Edison Motors. W kolejnych latach firma skoncentrowała się na produkcji autobusu Fitbird, który zdobył popularność w południowokoreańskiej komunikacji miejskiej.
Podczas wystawy Future Auto Expo 2017 firma przedstawiła także niewielki samochód dostawczy o napędzie elektrycznym Smart T1.0, który stanowił odpowiedź firmy na m.in. Kię Bongo EV. Po kilku opóźnieniach, firma rozpoczęła ostatecznie produkcję pojazdu w 2021 roku. W międzyczasie prezes Edison Motors zapowiedział także plany stania się wiodącym producentem samochodów elektrycznych, stanowiąc konkurencję dla Tesli.

### Kupno SsangYonga
W październiku 2021 roku pojawiły się informacje o planach kupienia przez Edison Motors rodzimego przedsiębiorstwa motoryzacyjnego SsangYong Motor znajdującego się w kryzysie od 2020 roku po tym, jak firma ogłosiła niewypłacalność. Nabywając pakiet akcji od indyjskiej Mahindry, Edison Motors w przypadku pomyślnej transakcji wyraził intencję dokonania stopniowej zmiany profilu producenta SUV-ów i crossoverów, z czasem czyniąc SsangYonga producentem samochodów o napędzie w pełni elektrycznym. 
Kwota, o jaką opiewała transakcja, wstępnie miała być porównywalna do tej, za którą dotychczasowy indyjski właściciel nabył ją 11 lat wcześniej - ok. 260 milionów dolarów. Później SsangYong miał zostać nabyty przez Edison Motors w styczniu 2022 roku po pozytywnej decyzji południowokoreańskiego sądu, który zezwolił na dokonanie przejęcia pełnego pakietu akcji producenta samochodów za łączną kwotę 224 milionów dolarów. Edison Motors nie wywiązał się jednak ze zobowiązania wpłacenia obiecanych środków z zakupu akcji w wyznaczonym terminie, w wyniku czego SsangYong anulował transakcję przejęcia i rozpoczął poszukiwania nowego inwestora.

### Zmiana nazwy
Już rok po nieudanym przejęciu SsangYonga przez Edison Motors, którego ostatecznie kupił czebol KG Group i zmienił jego nazwę na KG Mobility, doszło do odwrotnej sytuacji. Teraz to Edison Motors zostało wykupione, w październiku 2023 stając się oddziałem KG Mobility zajmującym się wytwarzaniem elektrycznych autobusów pod nową nazwą - KGM Commercial.

## Modele samochodów

### Obecnie produkowane
- Smart

### Historyczne
- Edison Fibird (2017–2021)
- Edison Smart 110 (2020–2023)
- Edison Smart T1.0 (2021–2023)